# Radius (computerfabrikant)
Radius Inc. was een Amerikaanse fabrikant van computerproducten. Het bedrijf werd in 1986 opgericht door een aantal voormalige Apple-werknemers en was gespecialiseerd in randapparatuur en toebehoren voor Apple Macintosh.
Het bedrijf was gekend door zijn processor-upgradekaarten (Radius Accelerator) die Motorola 68020-processoren naar eerdere Macintosh-systemen brachten, grafische versnellers (Radius QuickColor), televisie-ontvangers (RadiusTV), video-opnamekaarten (VideoVision), CPU-versnellers (Radius Rocket), high-end videokaarten en monitoren.

## Historiek
Het eerste product van Radius was de Radius Full Page Display, het eerste grote scherm voor personal computers. Het was voor het eerst beschikbaar voor de Macintosh Plus en het introduceerde het concept om meerdere schermen in een enkele desktop te zetten, waardoor gebruikers vensters tussen meerdere schermen konden verslepen. Dit concept werd later door Apple overgenomen in de Macintosh II. De firmware werd geschreven door Andy Hertzfeld, die nog deel uitgemaakt had van het oorspronkelijke Macintosh-ontwerpteam.
Het tweede Radius-product was de Radius Accelerator, een uitbreidingskaart die de snelheid van de Macintosh verviervoudigde door een Motorola 68020-processor toe te voegen.
Daarop volgde nog andere innovatieve producten, zoals de Pivot Display, een scherm dat kon draaien tussen liggende en rechtopstaande stand waarbij de desktop, menu's en muis automatisch aangepast werden aan de schermoriëntatie, de Radius QuickColor en QuickCAD grafische versnellerkaarten en de Radius Rocket CPU-versnellerkaart. De Radius Rocket was eigenlijk een volledige 68040-Macintosh op een NuBus-kaart die zijn eigen kopie van het Mac OS draaide. Door meerdere Radius Rocket-kaarten te installeren kon een multi-processorsysteem gebouwd worden om complexe rekentaken, zoals bijvoorbeeld 3D-rendering, sneller uit te voeren.
Tegen eind 1992 kwam het bedrijf in zwaar weer terecht. Radius haalde tot dan het gros van zijn inkomsten uit Macintosh-toebehoren voor hoofdzakelijk de Macintosh SE. Maar toen Apple begin jaren negentig met de goedkopere Macintosh LC op de markt kwam en als gevolg van het succes daarvan de SE geschrapt werd, had Radius niet onmiddellijk producten klaar die met de LC konden werken. Het bedrijf had bovendien af te rekenen met verschillende mislukte R&D-projecten en ook de Radius Rocket was geen succes wegens tal van bugs en een gebrek aan marktfocus.
In 1993 volgde een eerste ontslagronde en ging het bedrijf zich focussen op videoproductiesoftware. In augustus 1994 nam het rivaal SuperMac Technology over en kreeg zo de Cinepak-videocompressiecodec in handen, die begin jaren 2000 nog steeds ondersteund werd door de meeste encoders en bijna alle mediaspelers.
Met de komst van Macintosh-computers met PCI-uitbreidingsslots in 1995 kwam er een einde aan bedrijven die exclusief uitbreidingskaarten voor Macintosh maakten. Met kleine aanpassingen en nieuwe firmware konden leveranciers van pc-uitbreidingskaarten zoals ATI en Matrox hun producten immers ook geschikt maken voor Mac OS-computers. En met hun veel grotere productievolumes konden ze bedrijven zoals Radius gemakkelijk uit de markt concurreren.
In maart 1995 werd Radius een van de eerste bedrijven die van Apple een Mac OS-licentie verkreeg en kwam daarop als allereerste met een Macintosh-kloon op de markt: de Radius System 100, een high-end werkstation voor grafische toepassingen. Begin 1996 verkocht Radius zijn Mac OS-licentie aan het Taiwanese UMAX, samen met het recht op het gebruik van de merknaam "SuperMac" voor hun Mac OS-klonen.
In 1997 introduceerde Radius EditDV, een videobewerkingsprogramma dat bij zijn FireWire-kaarten geleverd werd en uitgeroepen werd tot "The Best Video Tool of 1998".
In augustus 1998 werd de monitordivisie van Radius overgenomen door miro Displays.
In januari 1999 veranderde Radius zijn naam in Digital Origin en keerde het terug naar het maken van hardware en software voor videobewerking. In 2002 werd het bedrijf overgenomen door Media 100.